# Tętnica żołądkowa lewa

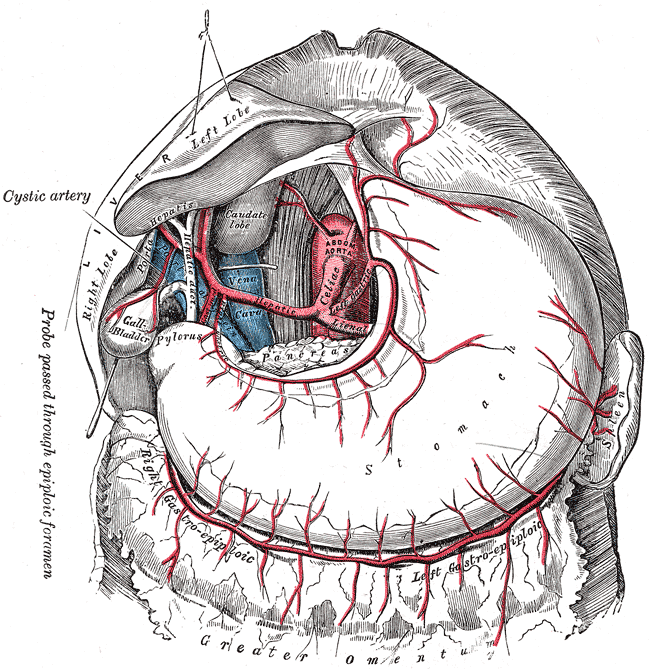
Tętnica żołądkowa lewa widoczna w centrum ilustracji, podpisana Left gastric

Tętnica żołądkowa lewa (łac. arteria gastrica sinistra) – w anatomii człowieka jedna z trzech gałęzi pnia trzewnego (obok tętnicy wątrobowej wspólnej i tętnicy śledzionowej), najmniejsza z nich.
Po odejściu od pnia tętnica dochodzi do krzywizny mniejszej żołądka. Następnie następuje podział: główna część idzie z górnej części żołądka (blisko wpustu), zaginając się ostro w dół, tworząc kolano tętnicy żołądkowej. W połowie krzywizny mniejszej następuje zespolenie z tętnicą żołądkową prawą (odchodzącą od tętnicy wątrobowej właściwej). Mniejsze gałązki kierują się z okolicy kolana tętnicy żołądkowej w górę i zaopatrują dolną część przełyku, zespalając się z gałęziami przełykowymi aorty piersiowej. Z niższych części tętnicy odchodzą też gałęzie wpustowe i żołądkowe, unaczyniając ściany żołądka i zespalając się z gałęziami żołądkowymi tętnicy śledzionowej i innymi tętnicami żołądka.
Na krzywiźnie mniejszej tętnicy towarzyszy żyła żołądkowa lewa.